# American Life
American Life – dziewiąty album studyjny Madonny.
Album zyskał mieszane recenzje w związku z silnym zaangażowaniem się Madonny w kampanię przeciwko wojnie w Iraku. Stanowisko Madonny miało znaczy wpływ na obniżenie się wyników sprzedaży krążka w Stanach Zjednoczonych, choć z drugiej strony pozytywnie odbiło się na przyjęciu wydawnictwa w Europie i wzroście liczby sprzedanych kopii – zwłaszcza w krajach przeciwnych interwencji w Iraku (np. we Francji album dotarł na pierwsze miejsca list przebojów przekraczając liczbę 500 000 sprzedanych egzemplarzy).
Płyta ukazała się w dwóch wersjach: oryginalnej, do której dodano oznaczenie Parental Advisory – Explicit Lyrics, oraz tak zwanej "czystej", czyli bez ostrzeżenia, ale z wyciszonym wersem fuck it w piosence "American Life".
Do tej pory na całym świecie wydawnictwo sprzedało się w nakładzie ok. 4 mln egzemplarzy. W Stanach Zjednoczonych album został certyfikowany jako platyna (1 mln sprzedanego nakładu), przy fizycznej sprzedaży nieprzekraczającej 670 000 kopii.

## Lista utworów
| #   | Tytuł | Czas |
| --- | --- | ---- |
| 1.  | "American Life" Autor: Madonna Ciccone, Mirwais Ahmadzaï Producent: Madonna, Mirwais                                   | 4:58 |
| 2.  | "Hollywood" Autor: Madonna Ciccone, Mirwais Ahmadzaï Producent: Madonna, Mirwais                                       | 4:24 |
| 3.  | "I'm So Stupid" Autor: Madonna Ciccone, Mirwais Ahmadzaï Producent: Madonna, Mirwais, Mark "Spike" Stent               | 4:09 |
| 4.  | "Love Profusion" Autor: Madonna Ciccone, Mirwais Ahmadzaï Producent: Madonna, Mirwais                                  | 3:38 |
| 5.  | "Nobody Knows Me" Autor: Madonna Ciccone, Mirwais Ahmadzaï Producent: Madonna, Mirwais                                 | 4:39 |
| 6.  | "Nothing Fails" Autor: Madonna Ciccone, Guy Sigsworth, Jemma Griffiths Producent: Madonna, Mirwais, Mark "Spike" Stent | 4:49 |
| 7.  | "Intervention" Autor: Madonna Ciccone, Mirwais Ahmadzaï Producent: Madonna, Mirwais                                    | 4:54 |
| 8.  | "X-Static Process" Autor: Madonna Ciccone, Stuart Price Producent: Madonna, Mirwais                                    | 3:50 |
| 9.  | "Mother and Father" Autor: Madonna Ciccone, Mirwais Ahmadzaï Producent: Madonna, Mirwais                               | 4:33 |
| 10. | "Die Another Day" Autor: Madonna Ciccone, Mirwais Ahmadzaï Producent: Madonna, Mirwais                                 | 4:38 |
| 11. | "Easy Ride" Autor: Madonna Ciccone, Monte Pittman Producent: Madonna, Mirwais                                          | 5:07 |

## Certyfikaty i sprzedaż
| Kraj              | Certyfikat      | Sprzedaż  | Najwyższa pozycja |
| ----------------- | --------------- | --------- | ----------------- |
| Australia         | platynowa płyta | 70 000    | 3                 |
| Austria           | złota płyta     | 15 000    | 1                 |
| Belgia            | złota płyta     | 25 000    | 1 (2 tygodnie)    |
| Brazylia          | platynowa płyta | 195 000   | 1                 |
| Czechy            | złota płyta     | 5 000     | 1 (5 tygodni)     |
| Europa            | platynowa płyta | 1 800 000 | 1 (3 tygodnie)    |
| Finlandia         | —               | 20 000    | 2                 |
| Francja           | platynowa płyta | 600 000   | 1                 |
| Grecja            | złota płyta     | 10 000    | 1 (3 tygodnie)    |
| Hiszpania         | złota płyta     | 70 000    | 2                 |
| Holandia          | złota płyta     | 35 000    | 3                 |
| Irlandia          | platynowa płyta | 12 000    | 6                 |
| Japonia           | złota płyta     | 160 000   | 4                 |
| Kanada            | platynowa płyta | 100 000   | 1                 |
| Niemcy            | platynowa płyta | 400 000   | 1 (2 tygodnie)    |
| Norwegia          | złota płyta     | 20 000    | 1                 |
| Nowa Zelandia     | złota płyta     | 7 500     | 2                 |
| Polska            | —               | 20 000    | 4                 |
| Portugalia        | —               | 5 000     | 10                |
| Słowacja          | złota płyta     | 2 500     | 3 (2 tygodnie)    |
| Stany Zjednoczone | platynowa płyta | 670 000   | 1                 |
| Szwajcaria        | platynowa płyta | 40 000    | 1 (3 tygodnie)    |
| Tajlandia         | złota płyta     | 20 000    | —                 |
| Węgry             | złota płyta     | 10 000    | 3                 |
| Wielka Brytania   | platynowa płyta | 330 000   | 1                 |
| Włochy            | platynowa płyta | 150 000   | 1 (2 tygodnie)    |

## Single
| #  | Tytuł           | Data wydania                               | [ 5 ] | Unia Europejska | [ 6 ] | Polska |
| -- | --------------- | ------------------------------------------ | ----- | --------------- | ----- | ------ |
| 1. | Die Another Day | październik 2002                           | # 8   | # ?             | # 3   | # ?    |
| 2. | American Life   | kwiecień 2003                              | # 37  | # ?             | # 2   | # ?    |
| 3. | Hollywood       | lipiec 2003                                | # —   | # ?             | # 2   | # ?    |
| 4. | Nothing Fails   | listopad 2003                              | # —   | # ?             | # —   | # ?    |
| 5. | Love Profusion  | grudzień 2003 (Europa) / marzec 2004 (USA) | # —   | # ?             | # 11  | # ?    |

W październiku 2003, w czasie trwania promocji albumu, na singlu wydano także piosenkę "Me Against the Music", pochodzącą z czwartego studyjnego albumu Britney Spears pt. In the Zone. Madonna gościnnie wzięła udział w nagraniu utworu i pojawiła się w teledysku.